# Рошон, Дебби
Де́бби Ро́шон (фр. Debbie Rochon; 3 ноября 1968, Ванкувер, Британская Колумбия, Канада) — канадская актриса, продюсер, сценарист и режиссёр.

## Биография
Дебби Рошон родилась 3 ноября 1968 года в Ванкувере (провинция Британская Колумбия, Канада). Когда Рошон исполнилось десять лет, её родители были признаны негодными для её воспитания и её отправили в детский дом. Рошон перешла из одного приёмного дома в другой, затем сбежала в Ванкувер. Когда ей было 14 лет и она была без крова, её ограбили бездомные, которые напали на неё с ножом и порезали правую руку, оставив Рошон большой вертикальный рубец.
В 1981 году, после того, как Рошон был извещена об открытии кастингов другим бездомным молодым человеком, она прошла кастинг на рок-концерт в «Дамы и господа, сказочные пятна». К 17 годам она накопила достаточно денег, чтобы переехать в Нью-Йорк. Рошон работала с офф-бродвейскими театральными компаниями, выступив в более чем 25 театральных постановках. Она получила свой первый печатный обзор в «Backstage», который гласил: «Дебби Рошон оправдала себя как птица кокалони в „Гнадигской фрейлейн“ Теннесси Уильямса».
Затем Рошон сосредоточилась на кино и снялась более чем в двух сотнях фильмов и телесериалов. Лауреат премий «Microcinema Fest» (2004), «B-Movie Film Festival» (2005), «Eerie Horror Fest» (2010), «Buffalo Screams Horror Film Festival» (2011, 2012), «Terror Film Festival» (2012), «PollyGrind Underground Film Festival of Las Vegas» (2012, 2013), «Rondo Hatton Classic Horror Awards» (2-е место в 2013, 2014), «Buffalo Dreams Fantastic Film Festival» (2015), «FANtastic Horror Film Festival» (2 в 2015), «Zed Fest Film Festival» (2015), «Crimson Screen Horror Film Fest» (2015, 2016) и «Macabre Faire Film Festival» (2016).

## Избранная фильмография
| Год  |   | Русское название                      | Оригинальное название               | Роль                      |
| ---- | - | ------------------------------------- | ----------------------------------- | ------------------------- |
| 1989 | ф | Поцелуй вампира                       | Vampire's Kiss                      | девушка в баре № 2        |
| 1997 | ф | Тромео и Джульетта                    | Tromeo and Juliet                   | Несс                      |
| 1999 | ф | Беспредельный террор                  | Terror Firmer                       | Кристина                  |
| 2000 | ф | Гражданин Токси: Токсичный мститель 4 | Citizen Toxie: The Toxic Avenger IV | Миссис Винер              |
| 2002 | ф | Убивать шутя 2                        | Killjoy 2: Deliverance from Evil    | Дениз Мартинес            |
| 2006 | ф | Малберри-стрит                        | Mulberry Street                     | Корреспондент Меллиса Мур |
| 2008 | ф | Цвет из тьмы                          | Colour from the Dark                | Лючия                     |
| 2010 | ф | Город слизи                           | Slime City Massacre                 | Элис                      |